# 下錫根塔爾

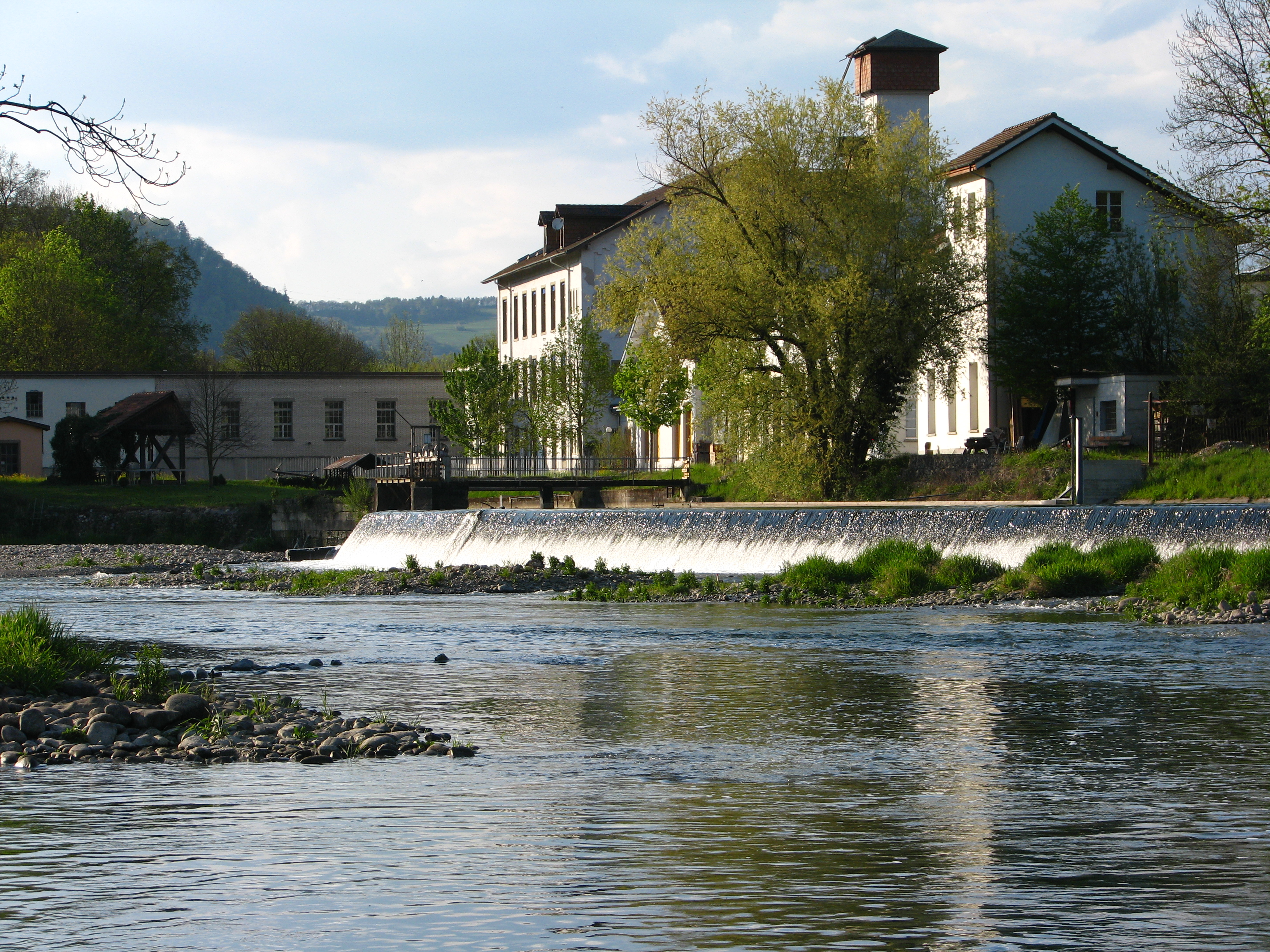

下錫根塔爾是瑞士的城鎮，位於該國北部，由阿爾高州負責管轄，面積8.27平方公里，海拔高度375米，2012年人口6,835，一半人口信奉羅馬天主教，人口密度每平方公里826人。